# Qt Extended
Qt Extended (dawniej Qtopia) - platforma aplikacyjna norweskiej firmy Qt Software (dawniej Trolltech) dla urządzeń wykorzystujących wbudowanego Linuksa, typu: PDA, telefonów komórkowych i innych urządzeń przenośnych.